# Bolesław Piasecki

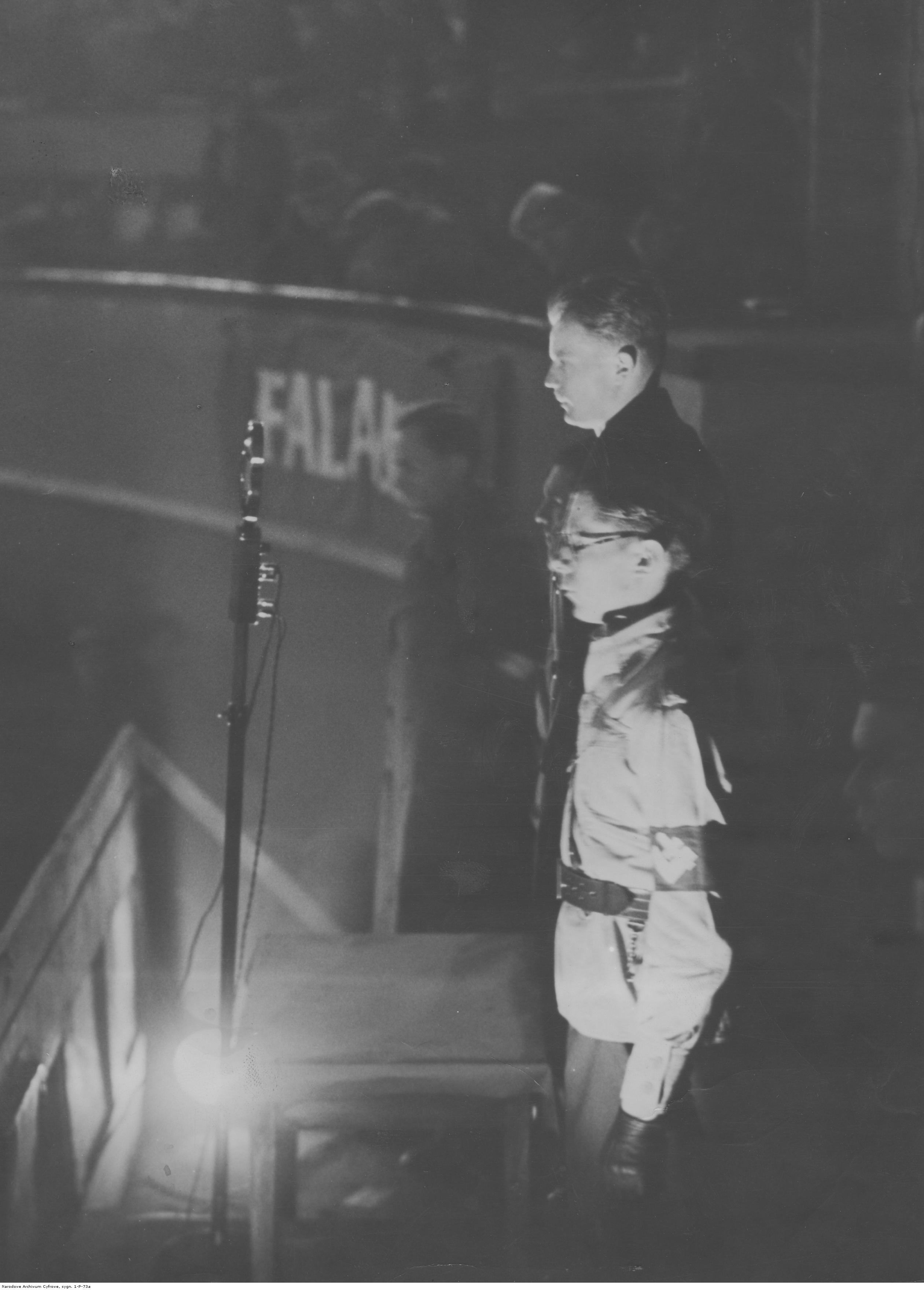
Przemówienie Bolesława Piaseckiego, ówczesnego przywódcy Ruchu Narodowo-Radykalnego Falanga wygłoszone 11 listopada 1937

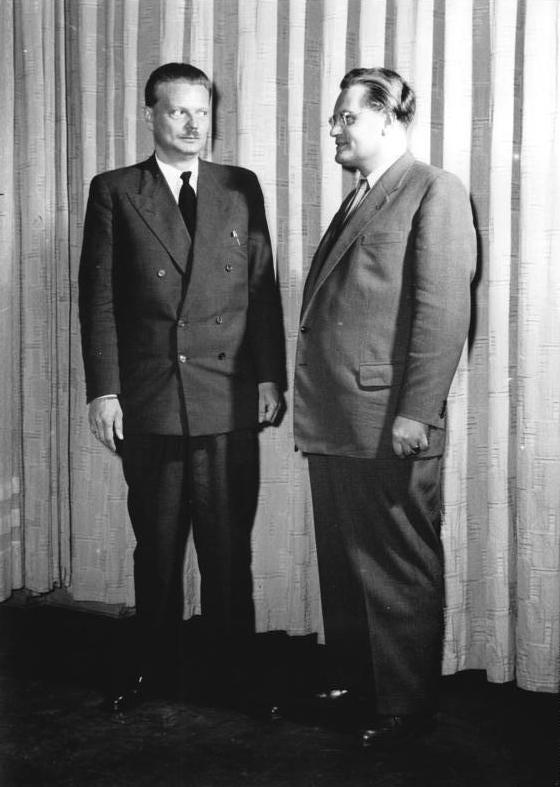
Bolesław Piasecki wraz z Geraldem Göttingiem w 1955

Bolesław Bogdan Piasecki, ps. „Leon Całka”, „Wojciech z Królewca”, „Sablewski” (ur. 18 lutego 1915 w Łodzi, zm. 1 stycznia 1979 w Warszawie) – polski polityk nacjonalistyczny (klasyfikowany jako faszysta), prawnik i publicysta. Współzałożyciel Obozu Narodowo-Radykalnego (ONR) w 1934, w latach 1935–1939 przywódca Ruchu Narodowo-Radykalnego „Falanga”, więzień polityczny miejsca odosobnienia w Berezie Kartuskiej, oficer Wojska Polskiego. W okresie II wojny światowej twórca Konfederacji Narodu (później scalonej z AK). Założyciel i wieloletni prezes Stowarzyszenia „Pax”. W latach 1971–1979 członek Rady Państwa PRL. Poseł na Sejm PRL IV, V, VI i VII kadencji.

## Życiorys

### Przed II wojną światową
Urodzony w rodzinie urzędniczej jako syn Ludomira (1876–1947) i Pelagii z domu Kotnowskiej. Jego ojciec był agronomem.
W 1927 zaczął uczęszczać do Gimnazjum im. Jana Zamoyskiego w Warszawie. W latach szkolnych działał w harcerstwie, w którym pełnił funkcję zastępowego, a później przybocznego. W maju 1931 zdał maturę. Ukończył studia prawnicze na Uniwersytecie Warszawskim (UW) w 1935. Na studiach był kierownikiem Oddziału Akademickiego Obozu Wielkiej Polski oraz działał w Sekcji Młodych Stronnictwa Narodowego. Jako przedstawiciel „młodych” w SN utworzył na początku 1934 bojówkę Uczelnie Różne (UR) pod komendą Zygmunta Dziarmagi, odpowiedzialną za pobicie Marcelego Handelsmana na dziedzińcu UW w marcu 1934, w związku z czym Piasecki spędził dwa tygodnie w areszcie. 14 kwietnia 1934 wraz z Janem Mosdorfem i Henrykiem Rossmanem założył oparty na wzorcach faszystowskich Obóz Narodowo-Radykalny, który zakładał antykomunistyczną i antysemicką akcję bezpośrednią celem ustanowienia ustroju hierarchicznego opartego na katolicyzmie, nacjonalizmie i interwencjonizmie państwowym. Po rozłamie w ONR w kwietniu 1935 został przywódcą Ruchu Narodowo-Radykalnego „Falanga”. Sam Piasecki określał swoją organizację mianem faszystowskiej. Do tej samej klasyfikacji przychylają się historycy, autorzy syntez dziejów Polski. W nocy z 15 na 16 czerwca 1934 został internowany w obozie w Berezie Kartuskiej. Po zwolnieniu (we wrześniu 1934) kierował zdelegalizowanym RNR „Falanga”.

### Lata wojny i okupacji
W kampanii wrześniowej brał udział jako podporucznik broni pancernych. Po kampanii aresztowany przez Gestapo i więziony do kwietnia 1940. Z więzienia zwolniony po interwencji jednej z wpływowych włoskich rodzin. Po włączeniu się w pracę konspiracyjną, założył organizację pod nazwą Konfederacja Narodu. Był także dowódcą Uderzeniowych Batalionów Kadrowych, które od maja 1943 stoczyły 32 potyczki z Niemcami, a po ich scaleniu w 1943 z Armią Krajową w stopniu porucznika, był dowódcą III batalionu 77 Pułku Piechoty AK. walczącego na Nowogródczyźnie. Uniknął internowania w czasie akcji „Burza”, po powrocie do środkowej Polski kontynuował działalność konspiracyjną tym razem przeciwko Polskiemu Komitetowi Wyzwolenia Narodowego. W listopadzie 1944 aresztowany przez władze wojskowe i uwięziony w Lublinie. Przesłuchiwany kilkakrotnie przez gen. Iwana Sierowa. W liście do Sierowa zadeklarował wsparcie dla reform społecznych wprowadzanych przez nowe władze, reformy rolnej i nacjonalizacji przemysłu oraz zgłosił chęć wyprowadzania ludzi z podziemia zbrojnego. Opisał także swoją drogę życiową, działalność antysanacyjną, obóz w Berezie, aresztowanie przez Gestapo, konspirację i antyhitlerowską partyzantkę. W tym samym czasie przedstawił władzom państwowym memoriał, który zawierał główne tezy powstającego środowiska „Dziś i Jutro”. W lipcu 1945 został zwolniony z więzienia.

### Czasy Polski Ludowej

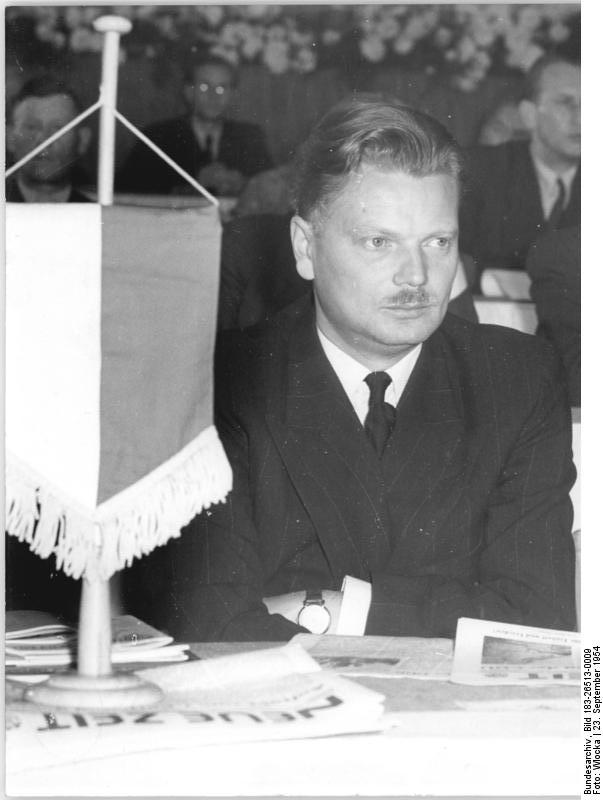
Bolesław Piasecki na zjeździe partyjnym Unii Chrześcijańsko-Demokratycznej, lata 50.

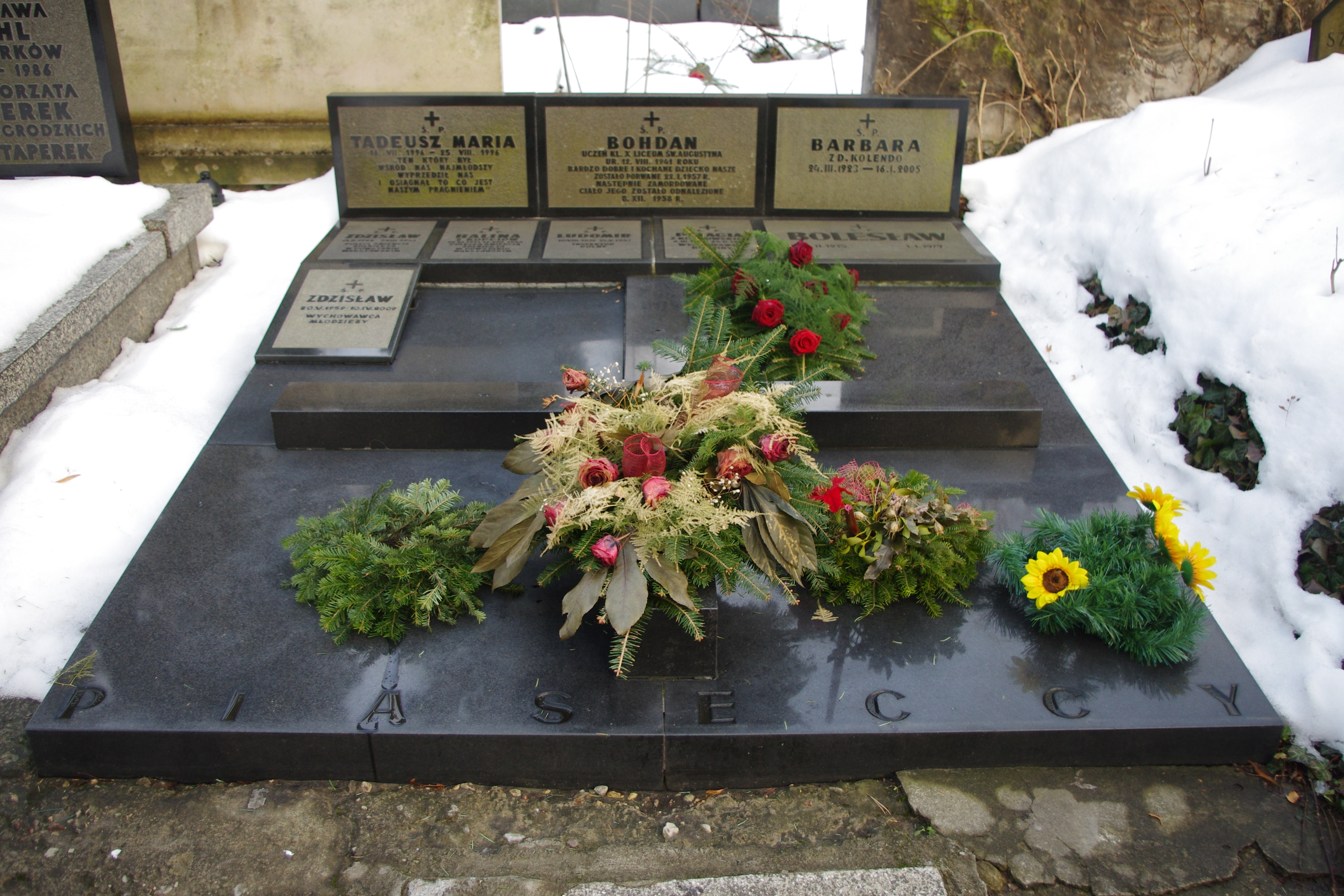
Grób Bolesława Piaseckiego, jego zamordowanego syna Bohdana oraz jego poległej w powstaniu warszawskim żony Haliny Piaseckiej na cmentarzu Powązkowskim w Warszawie

Po wojnie współtworzył i kierował tzw. społecznie postępowym ruchem katolików świeckich, popierającym władze komunistyczne, skupionym wokół tygodnika „Dziś i Jutro”. W 1947 stworzył Stowarzyszenie „Pax” i przewodniczył jego zarządowi do końca życia, po początkowej życzliwej postawie polskiego Kościoła katolickiego wobec jego osoby i organizacji, ich drogi rozeszły się ostatecznie w 1953, gdy Bolesław Piasecki bezskutecznie namawiał kardynała Stefana Wyszyńskiego, by ten uznał prawo Polskiej Zjednoczonej Partii Robotniczej do typowania kandydatur na stanowiska biskupie. Jeszcze surowiej działalność „Pax” oceniała Stolica Apostolska. Książka Bolesława Piaseckiego wydana w 1954 – Zagadnienia istotne. Artykuły z lat 1945–1954 została potępiona i wpisana do Indeksu ksiąg zakazanych przez Magisterium Kościoła dekretem z 28 czerwca 1955 wraz z paksowskim tygodnikiem „Dziś i Jutro”. Bolesław Piasecki nigdy oficjalnie nie wycofał głoszonych tam poglądów, ale z chwilą wciągnięcia wyżej wymienionych tytułów na Indeks wycofał ze sprzedaży Zagadnienia istotne, a w maju 1956 tygodnik „Dziś i Jutro” zamknięto, zastępując go nowym pismem „Kierunki”.
Bezpośrednio po wojnie współpracował z UB. Nadano mu pseudonim „Tatar”. Brał udział w operacji rozpracowania środowiska polskiej emigracji politycznej w Londynie. Według raportów pułkownik Julii Brystygierowej, poprzez współpracę chciał wzmocnić swoją pozycję wobec władzy.
Sceptycznie odnosił się do odwilży politycznej w 1956, w tym samym roku poparł proradziecką i stalinowską frakcję natolińczyków w walce o władzę z puławianami, którzy według niego byli zdominowani przez Żydów. W 1956 przez kilka miesięcy był członkiem prezydium Ogólnopolskiego Komitetu Frontu Narodowego. Był posłem na Sejm PRL IV, V, VI i VII kadencji od 1965 (jednocześnie przewodniczącym Koła Poselskiego „Pax”). W latach 1971–1979 był członkiem Rady Państwa. W marcu 1968 wraz z całym „Paksem” popierał antyinteligencką i antysemicką nagonkę zorganizowaną przez partyjną frakcję Mieczysława Moczara.
22 stycznia 1957 został uprowadzony do taksówki i zamordowany prawdopodobnie tego samego dnia jego najstarszy syn Bohdan, piętnastoletni uczeń Liceum Św. Augustyna. Porywacze początkowo żądali od Piaseckiego okupu, ale po pięciu dniach zerwali kontakt. Zwłoki nastolatka odnaleziono 8 grudnia 1958 w piwnicy remontowanego budynku przy ul. Świerczewskiego. W styczniu 1959 Piasecki oświadczył swoim najbliższym współpracownikom, że podczas spotkania z wiceministrami spraw wewnętrznych Mieczysławem Moczarem i Antonim Alsterem zgodził się na utrzymanie kulisów zbrodni w tajemnicy dla ratowania prestiżu państwa i dla poprawy stosunków z ekipą rządzącą. Zarzut współudziału w porwaniu usłyszał we wrześniu 1959 taksówkarz żydowskiego pochodzenia, były kurier Jakuba Bermana i czynny informator milicyjny Ignacy Ekerling, który udostępnił swój samochód porywaczom i złożył fałszywe zeznania, a w kwietniu 1957 usiłował zbiec do Izraela. Zawrócony do Warszawy Ekerling kontaktował się z Adamem Kossowskim, oficerem milicji zamieszkałym pod adresem, gdzie znaleziono ciało Bohdana Piaseckiego. Proces Ekerlinga został wstrzymany w listopadzie 1959 na polecenie premiera Józefa Cyrankiewicza z obawy przed sprowokowaniem nastrojów antysemickich. Nowy akt oskarżenia przeciw Ekerlingowi trafił do sądu w 1975 w związku z zeznaniami przebywającego w Mediolanie i zbiegłego z Polski w 1958 gangstera Mikołaja Barkowskiego (Izaaka Rotberga), który miał wynająć Ekerlinga do pomocy w porwaniu, ale prokurator generalny Lucjan Czubiński zdecydował o umorzeniu postępowania. 
Choć uważano, że motywem porwania i zabójstwa była zemsta na Bolesławie Piaseckim za jego przeszłą działalność polityczną, to współczesne śledztwo Instytutu Pamięci Narodowej skłania się ku wersji, że za porwaniem i zbrodnią kryła się chęć wymuszenia okupu od ojca, będącego na ówczesne czasy jedną z najbogatszych osób w Polsce. Odpowiedzialni za tę zbrodnię nigdy nie zostali odnalezieni i ukarani mimo starań ojca i najdłużej w historii PRL prowadzonego śledztwa (zamknięte w 1982), podczas którego lista osób objętych czynnościami operacyjnymi – przesłuchanych, śledzonych, podsłuchiwanych liczyła ponad 160 tys. nazwisk. Podejrzewano także osoby zamieszane w próbę wyłudzenia okupu zatrudnione wcześniej w Ministerstwie Spraw Wewnętrznych (tzw. żydowska frakcja w MSW, na czele której stał wiceminister Antoni Alster). Według jednej z hipotez za zbrodnią kryła się zemsta żydowska za „antysemicką i faszystowską” działalność Bolesława Piaseckiego w dwudziestoleciu międzywojennym – Milicja Obywatelska nie była jednak w stanie przesłuchać podejrzanych, gdyż poza Ekerlingiem wszyscy po uprowadzeniu Bohdana Piaseckiego wyjechali za granicę, a większość znalazła się w Izraelu. Według innej zabójstwa dokonała grupa funkcjonariuszy Urzędu Bezpieczeństwa pochodzenia żydowskiego. Mogło też chodzić o rozgrywki frakcyjne w aparacie bezpieczeństwa, a zabójstwo mogło nie być planowane.
W PRL informacje na temat Bolesława Piaseckiego podlegały częściowej cenzurze, która szczególnie pilnowała, aby w mediach nie pojawiały się informacje wymieniające jego nazwisko zaraz obok komunistycznych władz związanych z PZPR. Zalecenia cenzorskie dotyczące jego osoby zanotował Tomasz Strzyżewski, który w swojej książce o peerelowskiej cenzurze opublikował notkę informacyjną z 19 lutego 1975 Głównego Urzędu Kontroli Prasy, Publikacji i Widowisk: „Nie należy dopuszczać do druku żadnej informacji o życzeniach, jakie z okazji 60. rocznicy urodzin B. Piasecki otrzymał od członków kierownictwa Partii i Rządu”.
Po ciężkiej chorobie Bolesław Piasecki zmarł 1 stycznia 1979. Na wiadomość o jego śmierci, kardynał Stefan Wyszyński, prymas Polski, odprawił mszę św. i upoważnił ks. Stefana Piotrowskiego, by podczas pogrzebu powiadomił o tym wiernych. W dniu 4 stycznia 1979 trumna z jego zwłokami została wystawiona w Pałacu Prymasowskim w Warszawie. Uroczystości pogrzebowe odbyły się tego samego dnia na cmentarzu na Powązkach w Warszawie (kw. 216-VI-33/34). W pogrzebie uczestniczył m.in. członek Biura Politycznego Komitetu Centralnego PZPR i zastępca przewodniczącego Rady Państwa Władysław Kruczek, wicemarszałek Sejmu Halina Skibniewska, członkowie Rady Państwa prof. Jan Szczepański i Stanisław Wroński, sekretarz Rady Państwa Ludomir Stasiak, wiceprzewodniczący Ogólnopolskiego Komitetu FJN Wit Drapich oraz delegacje Czechosłowackiej Partii Ludowej i Unii Chrześcijańsko-Demokratycznej.

## Życie prywatne
Był dwukrotnie żonaty. Po raz pierwszy z Haliną Kopeć, żołnierką AK. Mieli dwóch synów: Bohdana (1941–1957) i Jarosława (ur. 1943). Żona zginęła podczas powstania warszawskiego. W 1948 ożenił się z Barbarą Kolendo (1923–2005, łączniczką KN), razem mieli pięcioro dzieci: Zdzisława, Ładysława (ur. 1961), Bożenę, Marzennę i Halinę.
Osobę Bolesława Piaseckiego na patrona swojego pisma wybrał „Tygodnik Ojczyzna” redagowany przez byłego działacza Pax, Bogusława Jeznacha.

## Odznaczenia
- Krzyż Srebrny Orderu Virtuti Militari (1944)
- Krzyż Komandorski z Gwiazdą Orderu Odrodzenia Polski (1964)
- Krzyż Komandorski Orderu Odrodzenia Polski (1954, za zasługi w pracy społecznej)[28]
- Order Sztandaru Pracy I klasy (1969)
- Medal 10-lecia Polski Ludowej (1955)[29]
- Medal 30-lecia Polski Ludowej (1974)[30]
- Odznaka 1000-lecia Państwa Polskiego (1966)[31]
- i inne

## Książki
- Duch czasów Nowych a Ruch Młodych, Warszawa 1935.
- Wielka Ideologia Narodu Polskiego, 1940 (wydanie podziemne, pod pseudonimem Leon Całka).
- Zagadnienia istotne. Artykuły z lat 1945–1954, Warszawa 1954.
- Patriotyzm polski, Warszawa 1958.
- Patriotyzm polski, Warszawa 1960 (wyd. II, rozszerzone).
- Siły rozwoju 1960–1970, Warszawa 1971.
- Kierunki 1945–1960, Warszawa 1981.
- Myśli, Warszawa 1983.